# Georges Kolebka
Georges Kolebka est un écrivain français né le 5 décembre 1935 à Paris.
À la fois nouvelliste et auteur jeunesse, Georges Kolebka a d'abord travaillé dans la publicité dont il a longtemps été l'une des meilleures plumes. Ses nouvelles, douces-amères, frôlant l'absurde et le nonsense, font de lui un Sempé de la littérature.
Il est l'un des fondateurs de la maison d'éditions Guère épais.

## Œuvres
(liste non exhaustive)
- 92 comprimés, L'Arbre vengeur, 2012.
- Brefs, Le Castor astral, 2010.
- Et tout ça en cinq minutes, Le Castor astral, 2007.
- La visite du président Kraken, Berg International, 2005.
- Confettis, , Le Castor astral, 2007.
- Retour aux villas sans soucis, Le Castor astral, 2003.
- Villas sans soucis, Le Castor astral, 2001.

## Livres pour la jeunesse
(liste non exhaustive)
- Sucre d'ogre, Hachette jeunesse, 1997.
- Des bruits dans l'autruche, Nathan, 1990.
- Petits poèmes pour petites pattes, ill. de Maurice Garnier, Hatier, coll. Hibou-caribou, 1986.
- Petits poèmes pour petits pieds, ill. de Maurice Garnier, Hatier, 1985.
- L'Épicier rose, ill. de Morgan, Nathan, 1982.